# مستشفى البشير حمزة للأطفال
مستشفى الأطفال هو مستشفى جامعي يقع بحي باب سعدون بمدينة تونس على شارع 9 أفريل 1938. يحوي مستشفى الأطفال عدة أقسام في طب الأطفال وجراحة الأطفال وتقويم أعضاء الأطفال وأقسام مخبرية وتصوير طبي.